# 大花胡麻草
大花胡麻草（学名：Centranthera grandiflora）为玄参科胡麻草属下的一个种。种名grandiflora意为“大花的”。